# Elachistosuchus
Elachistosuchus es un género extinto de reptil neodiápsido, muy probablemente arcosauromorfo basal, conocido de la Formación Arnstadt del Triásico Tardío de Sajonia-Anhalt, Alemania central. Contiene una sola especie, Elachistosuchus huenei, conocida de un solo individuo. E. huenei, originalmente considerado un arcosaurio pseudosuquio y luego un lepidosaurio rincocéfalo, fue ignorado en gran medida en la literatura científica, ya que su pequeño tamaño y fragilidad no permitieron una mayor preparación mecánica y examen. Más recientemente, sin embargo, se realizó una exploración μCT no invasiva para resolver su ubicación dentro de Reptilia, y se descubrió que representaba un reptil más basal, potencialmente relacionado estrechamente con varios clados de arcosauromorfos tempranos.

## Descubrimiento
Los fósiles de Elachistosuchus fueron descritos y nombrados por primera vez por el paleontólogo alemán Werner Janensch en 1949, siendo la especie tipo Elachistosuchus huenei. El nombre genérico se deriva del griego ἐλάχιστος / elachistos, que significa "diminutivo", y suchus, griego latinizado de souchos, un dios cocodrilo egipcio, en referencia al tamaño del holotipo y su identificación por Janensch como un arcosaurio pseudosuquio. El nombre específico huenei honra al paleontólogo alemán Friedrich von Huene, quien contribuyó en gran medida al estudio de varios grupos de vertebrados, especialmente los reptiles extintos.
Janensch describió a Elachistosuchus basándose en un esqueleto parcial asociado de un solo individuo, el holotipo MB.R. 4520, que consta de seis pequeños bloques (I-VI) de roca con huesos actualmente alojados en la colección de reptiles fósiles del Museo de Historia Natural de Berlín, en Alemania. El bloque I conserva un cráneo casi completo pero aplastado, mientras que el húmero derecho asociado con vértebras articuladas que incluyen la parte posterior del cuello y la parte anterior del dorso con fragmentos de costillas se conservan en el bloque II, junto con elementos de la cintura escapular, incluida la interclavícula, clavículas, coracoides y una escápula, observados por primera vez mediante escaneo μCT. Los bloques III a VI consisten en fragmentos de costillas, vértebras dorsales aisladas y gastralia. MB.R. 4520 y material adicional no preparado atribuido a Elachistosuchus fueron encontrados durante la excavación de un esqueleto de Plateosaurus alrededor de 1928. Fueron recolectados de una localidad que se encuentra a lo largo de la carretera actual (Bundesstrasse) B79 entre Halberstadt y Quedlinburg, en el borde sureste de Halberstadt, en Sajonia-Anhalt, de una unidad de pozo de ladrillo y arcilla de la Formación Arnstadt, que data de la Etapa Noriense media a tardía del Triásico tardío medio. El sitio fue excavado inicialmente por Otto Jaekel entre 1909 y 1912 y luego Janensch realizó excavaciones adicionales allí entre 1923 y 1928, pero a excepción de excavaciones más pequeñas realizadas por A. Hemprich en 1937 y 1938, no se han realizado más trabajos desde entonces. La diversa biota del Triásico tardío de Halberstadt incluye bivalvos, crustáceos, condrictios, dipnoanos, temnospondilos, tortugas, fitosaurios y un mamífero haramíyido, así como el sauropodomorfo Plateosaurus, que está representado por unos 50 especímenes que incluyen al menos dos esqueletos completos.

## Descripción

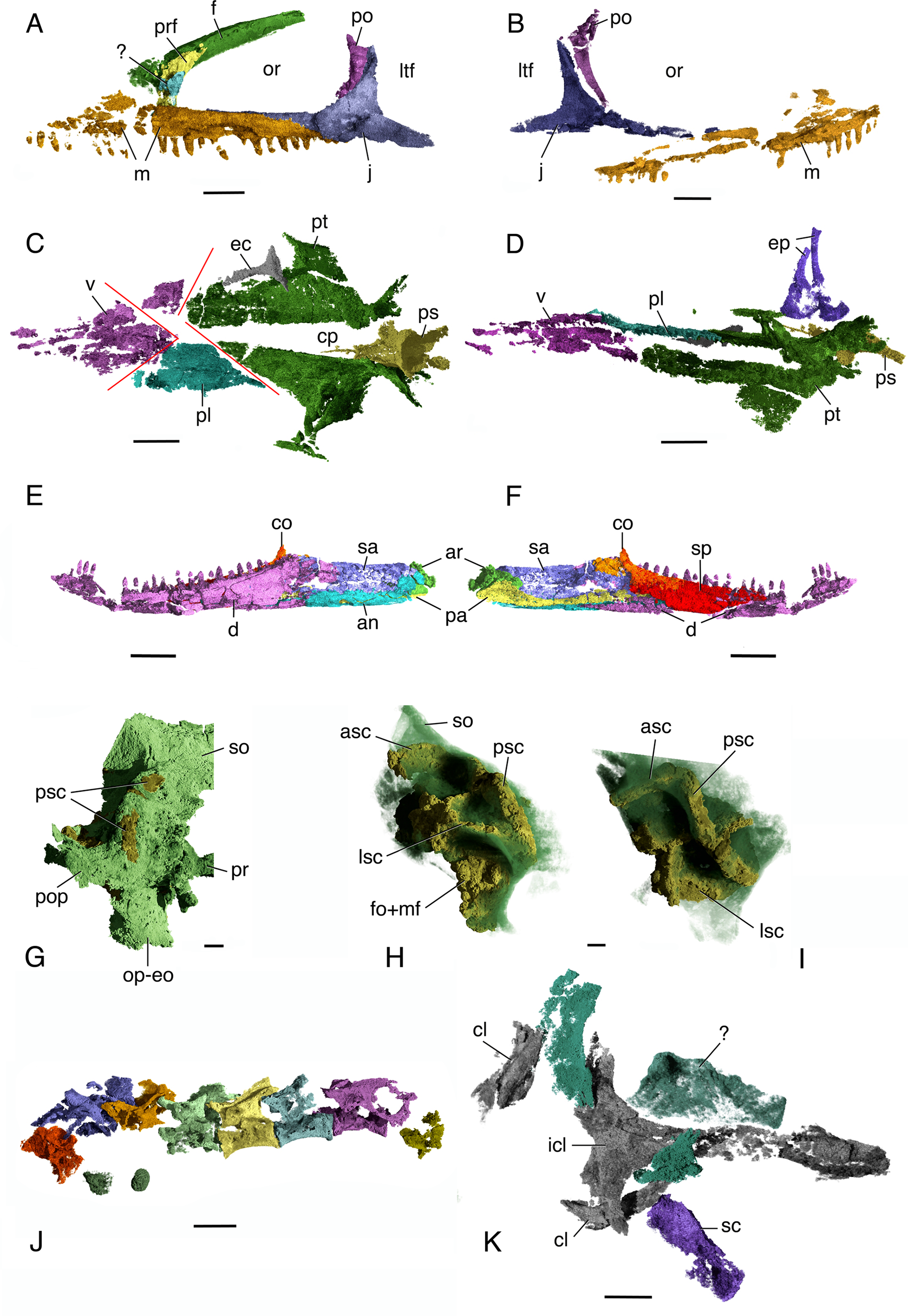
Cráneo segmentado, vértebras y huesos de la cintura escapular

Janensch (1949) pensó originalmente que Elachistosuchus era un arcosaurio pseudosuquio. Janensch lo diagnosticó entre otros pseudosuquios por su pequeño tamaño corporal, la falta de un plan corporal especializado y la presencia de una gran fenestra postemporal y lo que él creía que era una fenestra anteorbital. Walker (1966) reinterpretó a Elachistosuchus como un rincocéfalo estrechamente relacionado con el único género vivo Sphenodon (el tuatara), basándose en la porción frontal larga del hueso yugal, la dentición supuestamente acrodonte, la gran fenestra postemporal, la ausencia de una mandíbula inferior externa fenestra, y un extremo fuertemente torcido del húmero. Walker (1966) también argumentó que la fenestra anteorbital identificada por Janensch en realidad representaba una abertura dañada para el canal lagrimal.
Debido al pequeño tamaño y la fragilidad del holotipo, no es posible una mayor preparación mecánica, lo que provocó que Elachistosuchus fuera ignorado en gran medida en la literatura científica. Más recientemente, sin embargo, una exploración μCT no invasiva permitió el examen de MB.R. 4520 y evaluación de gran parte de su estructura craneal interna. Además, el escaneo reveló partes previamente desconocidas del esqueleto ocultas en la matriz, específicamente la caja craneana, el paladar y partes de la cintura escapular. Sobral, Sues y Müller (2015) brindaron un diagnóstico revisado para la especie, basado en estas nuevas observaciones. Ellos consideraron que Elachistosuchus representaba un pequeño reptil diápsido, probablemente un arcosauromorfo basal (basado en los resultados de varios análisis filogenéticos), con una parte posterior distinta del hueso frontal, una fila de dientes maxilares que se extiende detrás del margen posterior de la cuenca ocular, un hueso yugal con proceso posterior libre, una rama palatina del hueso pterigoideo con zapa de dientes, un hueso angular expuesto a lo largo de aproximadamente un tercio de la superficie lateral de la rama mandibular, costillas torácicas dicócefalas, un margen frontal con muescas de la interclavícula, y una proyección posterior en forma de cuchara de la interclavícula.

## Filogenia
La posición filogenética de Elachistosuchus fue explorada por Sobral, Sues y Müller (2015), con dos matrices de datos construidas recientemente. Utilizando los datos de Chen et al. (2014), Elachistosuchus se clasificó como el taxón hermano de Choristodera, o en una politomía con él. Los dos fueron evaluados como los arcosauromorfos más basales o, alternativamente, como lepidosauromorfos más avanzados que los sauropterigios y sus parientes. Utilizando los datos de Ezcurra et al. (2014), Sobral, Sues y Müller (2015) ubicaron a Elachistosuchus con Coelurosauravus fuera de Sauria usando parsimonia, o alternativamente como el arcosauromorfo más basal (de los taxones incluidos), usando el enfoque bayesiano. Aunque aún es incierto, la posición filogenética recuperada ampliamente por estos análisis rechaza las afinidades pseudosuquias y rincocéfalas para Elachistosuchus, sugeridas por estudios anteriores. 

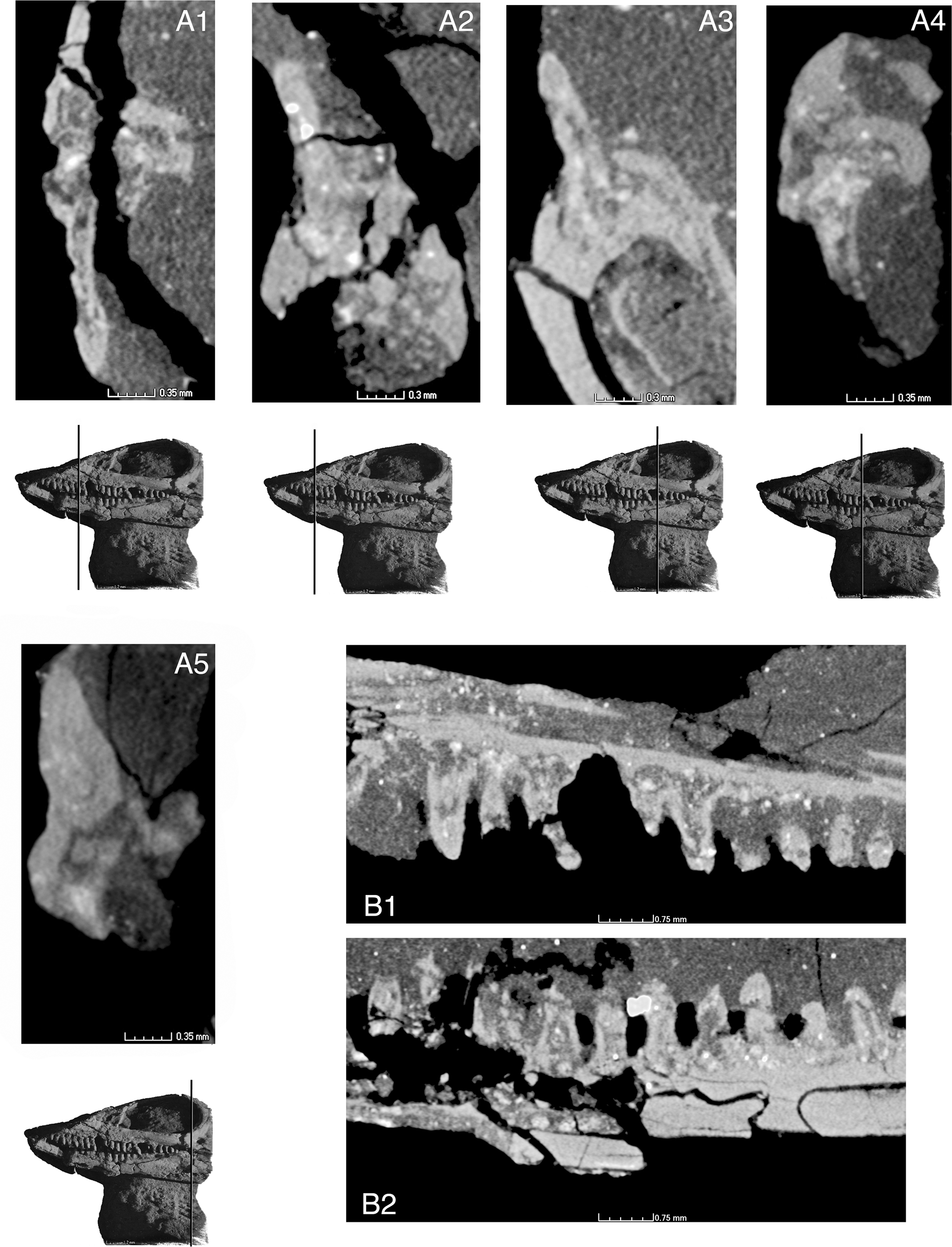
Tomografías computarizadas que muestran detalles de los dientes